# 豊岡町 (豊橋市)
豊岡町（とよおかちょう）は、愛知県豊橋市の地名。

## 地理
豊橋市中央部に位置する。東は岩田町、西は春日町2丁目、南は西岩田1丁目・西岩田4丁目、北は平川南町・宮下町に接する。

## 歴史

### 町名の由来
旧渥美郡豊岡村の名による。

### 人口の変遷
国勢調査による人口および世帯数の推移。
| 1995年（平成7年）  | 209世帯 639人 |  |
| 2000年（平成12年） | 228世帯 661人 |  |
| 2005年（平成17年） | 251世帯 670人 |  |
| 2010年（平成22年） | 242世帯 640人 |  |
| 2015年（平成27年） | 239世帯 615人 |  |

### 沿革
- 1967年（昭和42年）8月26日 - 岩田町の一部より、豊岡町が成立[2][3]。

## 施設
- 愛知県立豊丘高等学校[1]
- 豊岡公園[1]
- ドラッグスギヤマ西岩田店

### WEB
1. ↑  “愛知県豊橋市の町丁・字一覧”.   人口統計ラボ. 2023年4月13日閲覧。
2. ↑  総務省統計局 (2017年1月27日). “平成27年国勢調査の調査結果(e-Stat) - 男女別人口及び世帯数 －町丁・字等” (CSV). 2021年7月21日閲覧。
3. ↑  “愛知県豊橋市の郵便番号一覧”.   日本郵便. 2023年4月13日閲覧。
4. ↑  “市外局番の一覧” (PDF).   総務省 (2022年3月1日). 2022年3月22日閲覧。
5. ↑  総務省統計局 (2014年3月28日). “平成7年国勢調査の調査結果(e-Stat) - 男女別人口及び世帯数 －町丁・字等” (CSV). 2021年7月20日閲覧。
6. ↑  総務省統計局 (2014年5月30日). “平成12年国勢調査の調査結果(e-Stat) - 男女別人口及び世帯数 －町丁・字等” (CSV). 2021年7月20日閲覧。
7. ↑  総務省統計局 (2014年6月27日). “平成17年国勢調査の調査結果(e-Stat) - 男女別人口及び世帯数 －町丁・字等” (CSV). 2021年7月21日閲覧。
8. ↑  総務省統計局 (2012年1月20日). “平成22年国勢調査の調査結果(e-Stat) - 男女別人口及び世帯数 －町丁・字等” (CSV). 2021年7月21日閲覧。
9. ↑  総務省統計局 (2017年1月27日). “平成27年国勢調査の調査結果(e-Stat) - 男女別人口及び世帯数 －町丁・字等” (CSV). 2021年7月21日閲覧。

### 書籍
1. 1 2 3 4  「角川日本地名大辞典」編纂委員会 1989, p. 1791.
2. ↑  「角川日本地名大辞典」編纂委員会 1989, p. 906.
3. ↑  吉川利明 1976, p. 59.